# Szelec
Szelec (1891-ig Szelcz, szlovákul Selec) község Szlovákiában, a Trencséni kerületben, a Trencséni járásban.

## Fekvése
Trencséntől 13 km-re délre fekszik.

## Története
A települést 1439-ben „possessio seu villa Selcz” néven említik először. 1549-ben 20 jobbágytelek található a faluban, ahol 20 jobbágy és 6 zsellércsalád élt. 1598-ban 37 háza volt a településnek. 1623-ban 15 jobbágytelek és 29 zsellérház állt a községben, a lakosság száma eszerint két-háromszáz főre tehető. 1724-ben az első népszámlálás szerint 122 házában 778 lakos élt. 1742-ben Anton Rezner papírgyárat alapított itt. A községben volt vízimalom és faüzem is.
A 18. század végén Vályi András így ír róla: „SZELECZ. Tót falu Trentsén Várm. földes Ura Gróf Illésházy Uraság, lakosai katolikusok, fekszik Inovetz hegye alatt, Krivosdhoz közel; határja jól termő.”
1831-ben kolerajárvány pusztított, melynek számos áldozata volt a lakosság köréből.
Fényes Elek 1851-ben kiadott geográfiai szótárában így ír a faluról: „Szelecz, falu, Trencsén vmegyében, Beczkóhoz keletre, 1 1/2 órányira a hegyek közt. Földje sovány, de erdeje roppant. Lakosi, kik 768 kath., 110 evang., 9 zsidóra mennek, az itt folyópatakban pisztrangot fognak. Kath. paroch. templom. F. U. a dubniczai uradalom. Ut. p. Trencsén.”
1866-ban ismét kolerajárvány pusztította. 1900-ban 120 házában 896 lakos élt. A trianoni békéig Trencsén vármegye Trencséni járásához tartozott.

## Népessége
| Év:            | 1994. | 2004.   | 2014.   | 2024.   |
| -------------- | ----- | ------- | ------- | ------- |
| Emberek száma: | 904   | 957     | 1004    | 1007    |
| Eltérés:       |       | +5,86 % | +4,91 % | +0,29 % |

| Év:            | 2023. | 2024.   |
| -------------- | ----- | ------- |
| Emberek száma: | 1004  | 1007    |
| Eltérés:       |       | +0,29 % |

1880-ban 741 lakosából 708 szlovák, 2 egyéb anyanyelvű és 31 csecsemő volt. Ebből 594 római katolikus, 129 evangélikus és 18 zsidó vallású.
1910-ben 968 lakosából 943 szlovák, 19 német, 6 magyar anyanyelvű volt.
2001-ben 949 lakosából 946 szlovák volt.
2011-ben 1002 lakosából 942 szlovák, 6 cseh, 1 orosz, 2 egyéb és 51 ismeretlen nemzetiségű volt.

## Neves személyek
- Itt szolgált Murgács János (17. század) evangélikus lelkész.
- Itt szolgált Látecska Ede Endre (1891-1956) bencés tanár, plébános.
- Innen származott Sculteti Gábor (17. század) evangélikus teológus.

## Nevezetességei
- Szent Bertalan tiszteletére szentelt római katolikus temploma 1780-ban épült klasszicista stílusban, a korábbi templom helyén.
- Határában terül el a 37 hektáros Inóci tájvédelmi körzet.

## Külső hivatkozások
- Hivatalos oldal
- E-obce.sk Archiválva 2008. március 27-i dátummal a Wayback Machine-ben
- Községinfó
- Szelec Szlovákia térképén